# Mycetina longicornis
Mycetina longicornis is een keversoort uit de familie zwamkevers (Endomychidae). De wetenschappelijke naam van de soort werd in 1979 gepubliceerd door Strohecker.